# U-19-Fußball-Europameisterschaft 2011
Die Endrunde der 27. U-19-Europameisterschaft fand vom 20. Juli bis 1. August 2011 in Rumänien statt.

## Qualifikation
Die erste Qualifikationsrunde begann am 28. September 2010 und wurde am 30. Oktober 2010 abgeschlossen. Die Spiele der Eliterunde fanden zwischen dem 28. April 2011 und dem 5. Juni 2011 statt.
In der ersten Qualifikationsrunde setzten sich Deutschland und die Schweiz, die beide in der Gruppe 13 mit Nordirland und Andorra spielten, durch und erreichten die Eliterunde. Österreich erreichte in Gruppe 12 hinter Frankreich und Montenegro nur den dritten Platz und schied aus.
Die Schweizer Mannschaft schied bereits am 2. Spieltag der Eliterunde aus. Sie verloren ihre Spiele gegen Spanien (1:2) und England (2:3). Im Spiel gegen Montenegro sicherten sie sich durch einen 3:2-Erfolg noch den 3. Platz. Deutschland schied ebenfalls nach zwei Siegen in der Eliterunde gegen Ungarn (3:0) und Mazedonien (5:0), sowie einer Niederlage gegen die Türkei (0:1), aus und belegte letztendlich den 2. Rang. Somit fand das Turnier in Rumänien ohne eine deutschsprachige Mannschaft statt.

## Teilnehmer
52 U-19-Nationalteams nahmen an der ersten Qualifikationsrunde teil. Gastgeber Rumänien war als einzige Mannschaft automatisch für die Endrunde gesetzt. Somit gab es sieben weitere Plätze an die sieben Gruppensieger der Eliterunde zu vergeben. Letztlich qualifizierten sich folgende Mannschaften:
| - Rumänien (Gastgeber) - Belgien (Elitegruppe 1) - Spanien (Elitegruppe 2) - Griechenland (Elitegruppe 3) | - Irland (Elitegruppe 4) - Tschechien (Elitegruppe 5) - Serbien (Elitegruppe 6) - Türkei (Elitegruppe 7) |

## Austragungsorte
Die Endrundenspiele wurden in vier Städten der südrumänischen Kreis Ilfov ausgetragen, nämlich in Mogoșoaia (Stadionul Mogoșoaia), Berceni (Stadionul Berceni), Buftea (Stadionul Buftea) und Chiajna (Stadionul Concordia).

## Vorrunde
Die Vorrunde wurde in zwei Gruppen mit jeweils vier Teams ausgetragen. Die zwei Gruppensieger und Zweitplatzierten qualifizierten sich für das Halbfinale. Bei Punktgleichheit entschied zuerst der direkte Vergleich und danach die Tordifferenz über die Rangfolge.

### Gruppe A
| Pl. | Land         | Sp. | S | U | N | Tore    | Diff. | Punkte |
| --- | ------------ | --- | - | - | - | ------- | ----- | ------ |
| 1.  | Tschechien   | 3   | 3 | 0 | 0 | 006:200 | +4    | 09     |
| 2.  | Irland       | 3   | 1 | 1 | 1 | 003:300 | ±0    | 04     |
| 3.  | Griechenland | 3   | 1 | 0 | 2 | 002:300 | −1    | 03     |
| 4.  | Rumänien     | 3   | 0 | 1 | 2 | 001:400 | −3    | 01     |

|                                               |   |              |           |
| Mi., 20. Juli 2011 um 21:00 Uhr* in Chiajna   |   |              |           |
| Rumänien                                      | – | Tschechien   | 1:3 (1:1) |
| Mi., 20. Juli 2011 um 21:00 Uhr* in Buftea    |   |              |           |
| Griechenland                                  | – | Irland       | 1:2 (1:1) |
| Sa., 23. Juli 2011 um 19:00 Uhr* in Mogoșoaia |   |              |           |
| Tschechien                                    | – | Irland       | 2:1 (0:1) |
| Sa., 23. Juli 2011 um 21:00 Uhr* in Berceni   |   |              |           |
| Rumänien                                      | – | Griechenland | 0:1 (0:1) |
| Di., 26. Juli 2011 um 19:00 Uhr* in Mogoșoaia |   |              |           |
| Tschechien                                    | – | Griechenland | 1:0 (0:0) |
| Di., 26. Juni 2011 um 19:00 Uhr* in Berceni   |   |              |           |
| Irland                                        | – | Rumänien     | 0:0       |

* Ortszeit

### Gruppe B
| Pl. | Land    | Sp. | S | U | N | Tore    | Diff. | Punkte |
| --- | ------- | --- | - | - | - | ------- | ----- | ------ |
| 1.  | Spanien | 3   | 2 | 0 | 1 | 008:400 | +4    | 06     |
| 2.  | Serbien | 3   | 1 | 1 | 1 | 003:500 | −2    | 04     |
| 3.  | Türkei  | 3   | 1 | 1 | 1 | 004:300 | +1    | 04     |
| 4.  | Belgien | 3   | 0 | 2 | 1 | 003:600 | −3    | 02     |

|                                               |   |         |               |
| Mi., 20. Juli 2011 um 19:00 Uhr* in Berceni   |   |         |               |
| Spanien                                       | – | Belgien | abgebrochen1) |
| Mi., 20. Juli 2011 um 19:00 Uhr* in Mogoșoaia |   |         |               |
| Serbien                                       | – | Türkei  | 2:0 (0:0)     |
| Do., 21. Juli 2011 um 19:00 Uhr* in Berceni   |   |         |               |
| Spanien                                       | – | Belgien | 4:1 (1:0)     |
| Sa., 23. Juli 2011 um 19:00 Uhr* in Buftea    |   |         |               |
| Türkei                                        | – | Belgien | 1:1 (0:0)     |
| Sa., 23. Juli 2011 um 21:00 Uhr* in Chiajna   |   |         |               |
| Serbien                                       | – | Spanien | 0:4 (0:3)     |
| Di., 26. Juli 2011 um 21:00 Uhr* in Chiajna   |   |         |               |
| Türkei                                        | – | Spanien | 3:0 (1:0)     |
| Di., 26. Juni 2011 um 21:00 Uhr* in Buftea    |   |         |               |
| Belgien                                       | – | Serbien | 1:1 (0:1)     |

* Ortszeit
1) Das Spiel Spanien gegen Belgien wurde nach 15 Spielminuten vom englischen Schiedsrichter Stuart Attwell wegen widriger Witterungsverhältnisse und Unbespielbarkeit des Platzes abgebrochen. Das Wiederholungsspiel wurde für Donnerstag, 21. Juli 2011 angesetzt.

## Finalrunde

### Halbfinale
|                                               |   |         |           |
| Fr., 29. Juli 2011 um 18:45 Uhr* in Mogoșoaia |   |         |           |
| Tschechien                                    | – | Serbien | 4:2 (3:2) |
| Fr., 29. Juli 2011 um 20:45 Uhr* in Chiajna   |   |         |           |
| Spanien                                       | – | Irland  | 5:0 (2:0) |

* Ortszeit

### Finale
|                                              |   |         |                      |
| Mo., 1. August 2011 um 20:00 Uhr* in Chiajna |   |         |                      |
| Tschechien                                   | – | Spanien | 2:3 n. V. (1:1, 0:0) |

* Ortszeit

## Schiedsrichter
- Stuart Attwell
- Clément Turpin
- Artyom Kuchin
- Tom Harald Hagen
- Pawel Gil
- Tamás Bognár

## Beste Torschützen
| Rang | Spieler            | Tore |
| ---- | ------------------ | ---- |
| 1    | Álvaro Morata      | 6    |
| 2    | Paco Alcácer       | 3    |
|      | Tomáš Přikryl      | 3    |
| 4    | Anthony O’Connor   | 2    |
|      | Pablo Sarabia      | 2    |
|      | Juanmi             | 2    |
|      | Tomáš Jeleček      | 2    |
|      | Djordje Despotović | 2    |
|      | Patrick Lácha      | 2    |

Torschützenkönig des Gesamtwettbewerbs (einschließlich Qualif.) wurde ebenfalls der Spanier Morata mit insgesamt 10 Toren.